# 曾金蓮
曾金莲（1964年6月26日—1982年2月13日），中华人民共和国湖南省沅江市南嘴镇余家村人。是世界上已知身高最高的女子，身高达2.48米。
曾金莲自幼力大，14岁时，身高猛增至2.34米，体重达132公斤。到18岁时，身高达到2.48米。经过检查，曾金莲患有脑垂体瘤。1982年2月13日，曾金莲因垂体瘤出血去世，得年18岁。其遗体保存于湖南医科大学。
| 年齡 | 曾金蓮的身高          | 羅伯特·瓦德羅的身高  |
| ---- | --------------------- | -------------------- |
| 4歲  | 5英尺1.5英寸（1.56）  | 5英尺4英寸（1.63）   |
| 13歲 | 7英尺1.5英寸（2.17）  | 7英尺4英寸（2.24）   |
| 16歲 | 7英尺10.5英寸（2.40） | 8英尺1.5英寸（2.48） |
| 17歲 | 8英尺1.75英寸（2.48） | 8英尺3英寸（2.51）   |